# Philip J. Corso

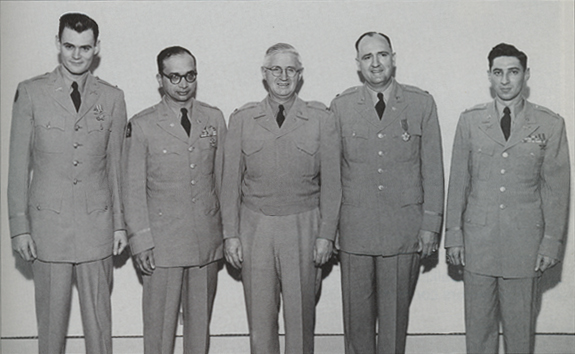
El mayor Philip Corso (el segundo a la derecha) en Tokio, en 1953.

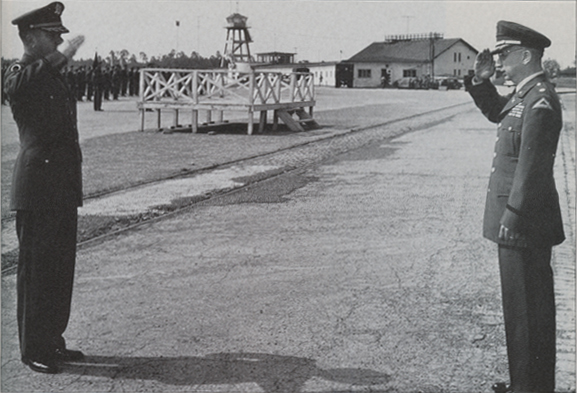
El teniente coronel Philip Corso (a la derecha), inspector general del 7.º Ejército, mientras visitaba una base de helicópteros del ejército estadounidense en Alemania, en 1960.

Philip James Corso (Pensilvania, 22 de mayo de 1915-Júpiter, 16 de julio de 1998) fue un teniente coronel del ejército estadounidense.
Es conocido por su libro The day after Roswell, donde explicó su versión del Incidente ovni de Roswell en 1947.

## Biografía
Nació en la pequeña localidad de California, en el estado de Pensilvania.
Sirvió en el ejército estadounidense desde el 23 de febrero de 1942 hasta el 1 de marzo de 1963.
Corso sostenía que la tecnología que se encontró en el lugar del accidente permitió el desarrollo de la fibra óptica, el láser, el circuito integrado y del kevlar.
Según Corso, en 1947, un grupo secreto del gobierno (probablemente el Majestic 12) fue creado bajo las órdenes del primer director de la CIA, Roscoe H. Hillenkoetter. La misión de ese grupo era de colectar informaciones sobre los extraterrestres. En paralelo, el Gobierno estadounidense negó el origen extraterrestre de los ovnis. Corso creía que la Iniciativa de Defensa Estratégica (o Star Wars), fue creada para controlar la parte electrónica de las armas de un enemigo potencial, sea terrestre o extraterrestre.

## Obra
- Corso, Philip James, y William J. Birnes: The day after Roswell. 1998, ISBN 978-0-671-01756-9.

Refutaciones
El contenido del libro ha sido refutado por el investigador Karl Pflock quien ha expuesto las contradicciones y engaños de la obra,según su opinión.

## Galería de fotos

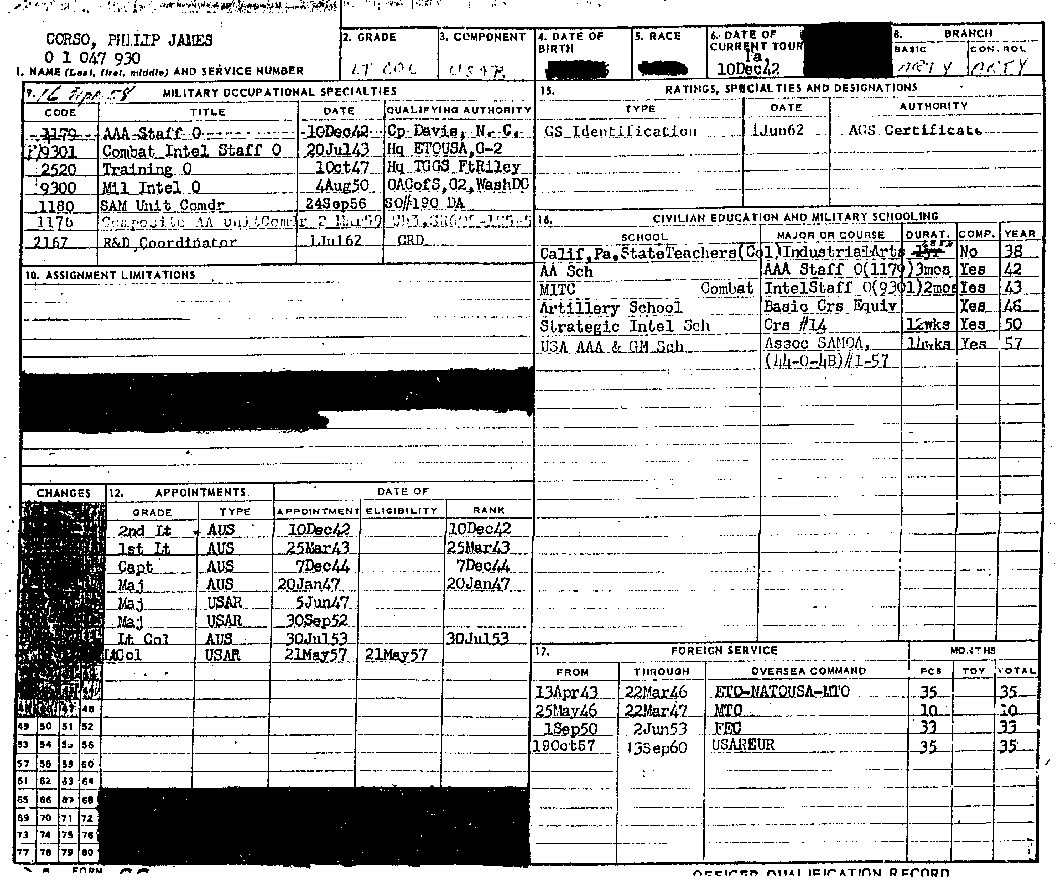
DA Form 66 (pág. 1).
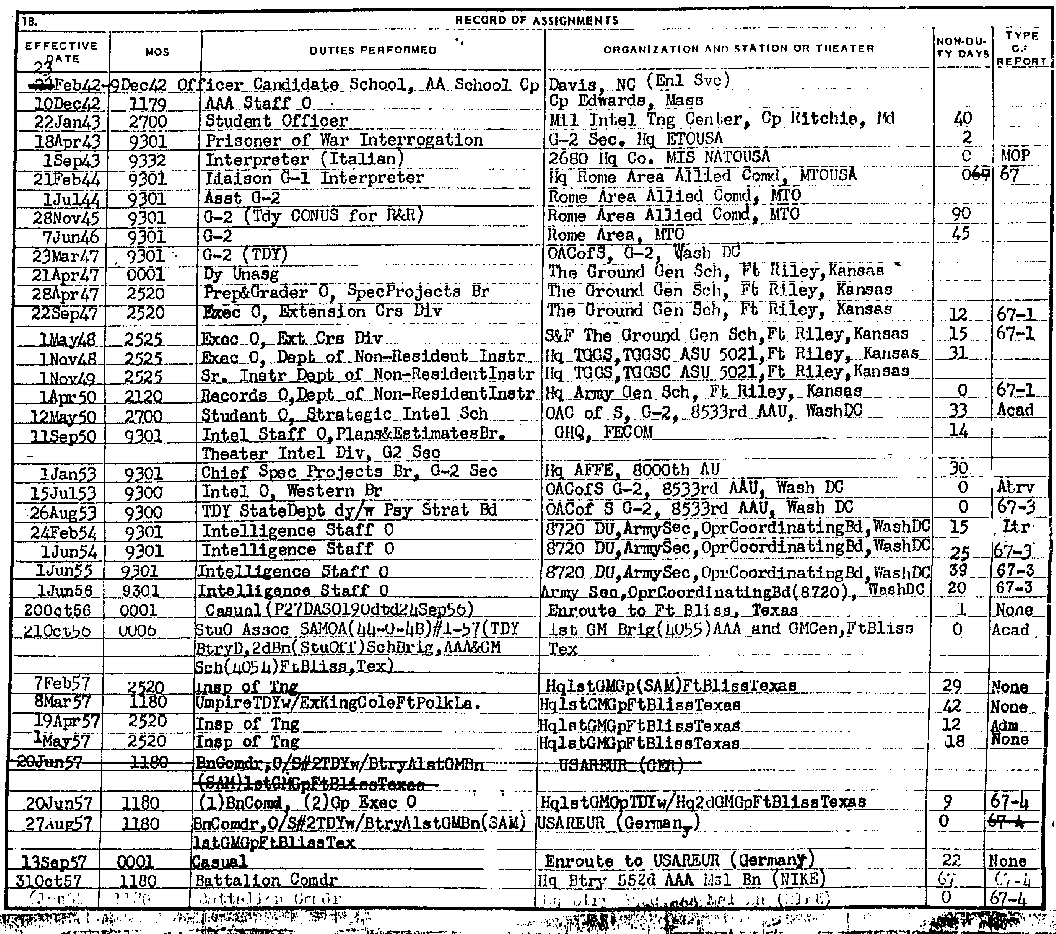
DA Form 66 (pág. 2).
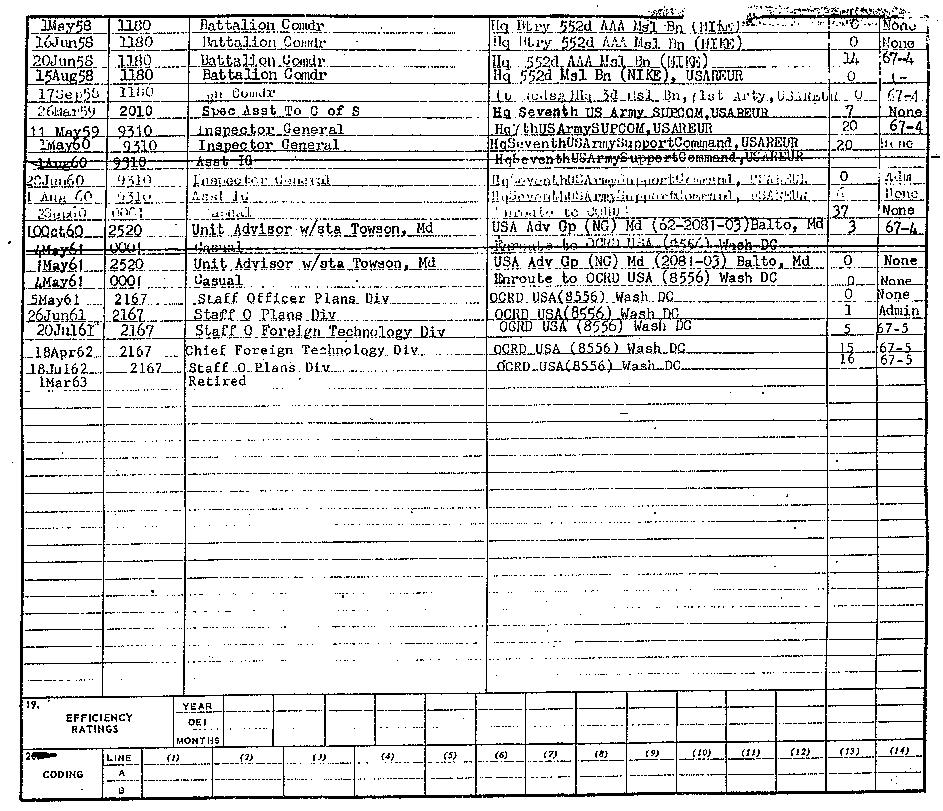
DA Form 66 (pág. 3).
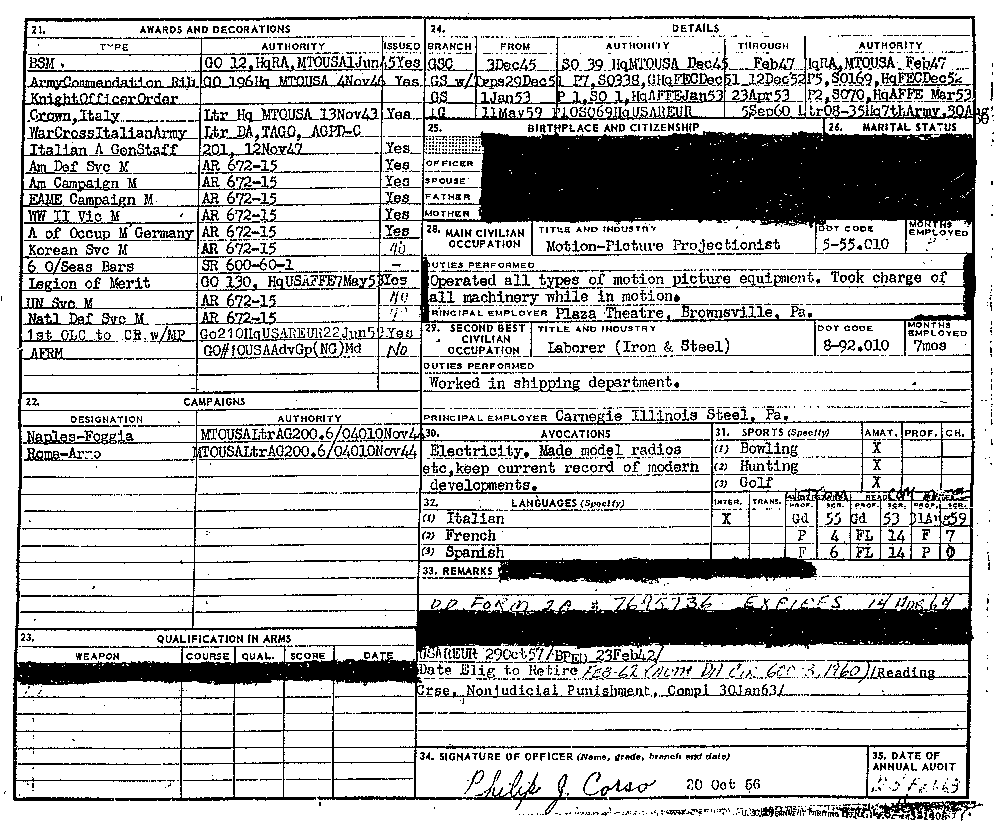
DA Form 66 (pág. 4).
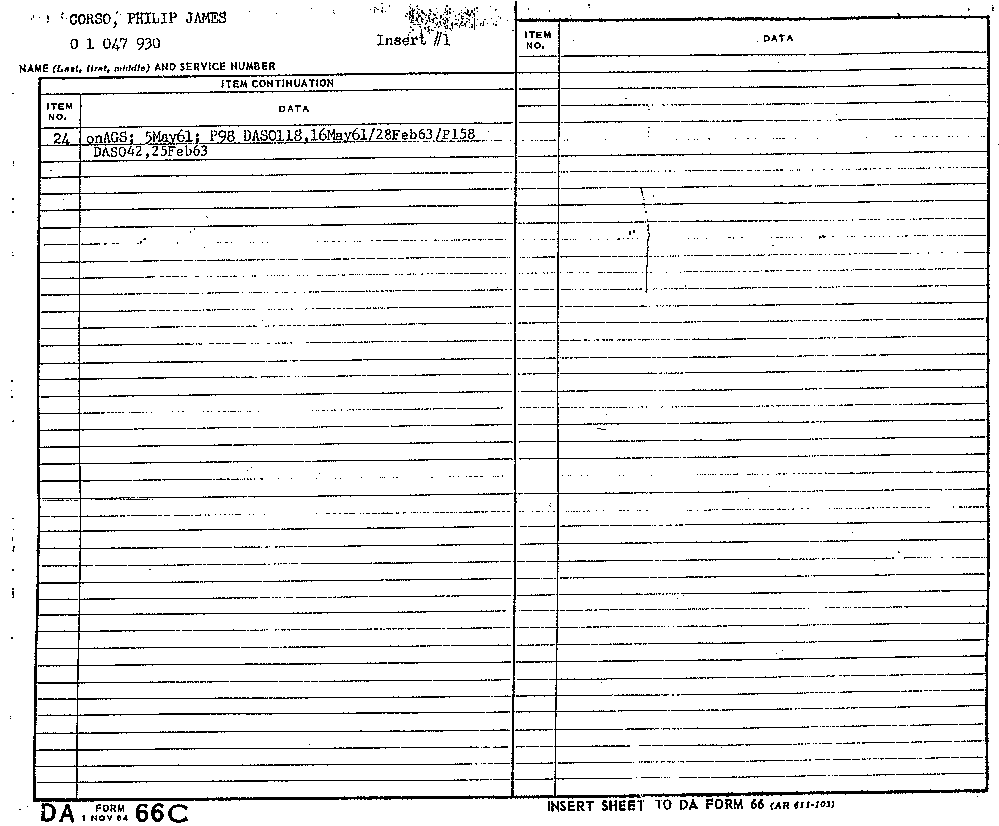
DA Form 66 (pág. 5).

### Videos
- Roswell Revisited -- (Colonel Phillip J. Corso) - 2014
- Disclosure Project - Extraterrestrial Contact and Close Encounter: Part 2 - 2001
- Dateline (NBC) - Claims of Close Encounters and Cover Ups - 1997
- Coast to Coast AM - Radio Interview with Art Bell - July 23, 1997

- Datos: Q2427852
- Multimedia: Philip J. Corso / Q2427852